# Spring Breakers

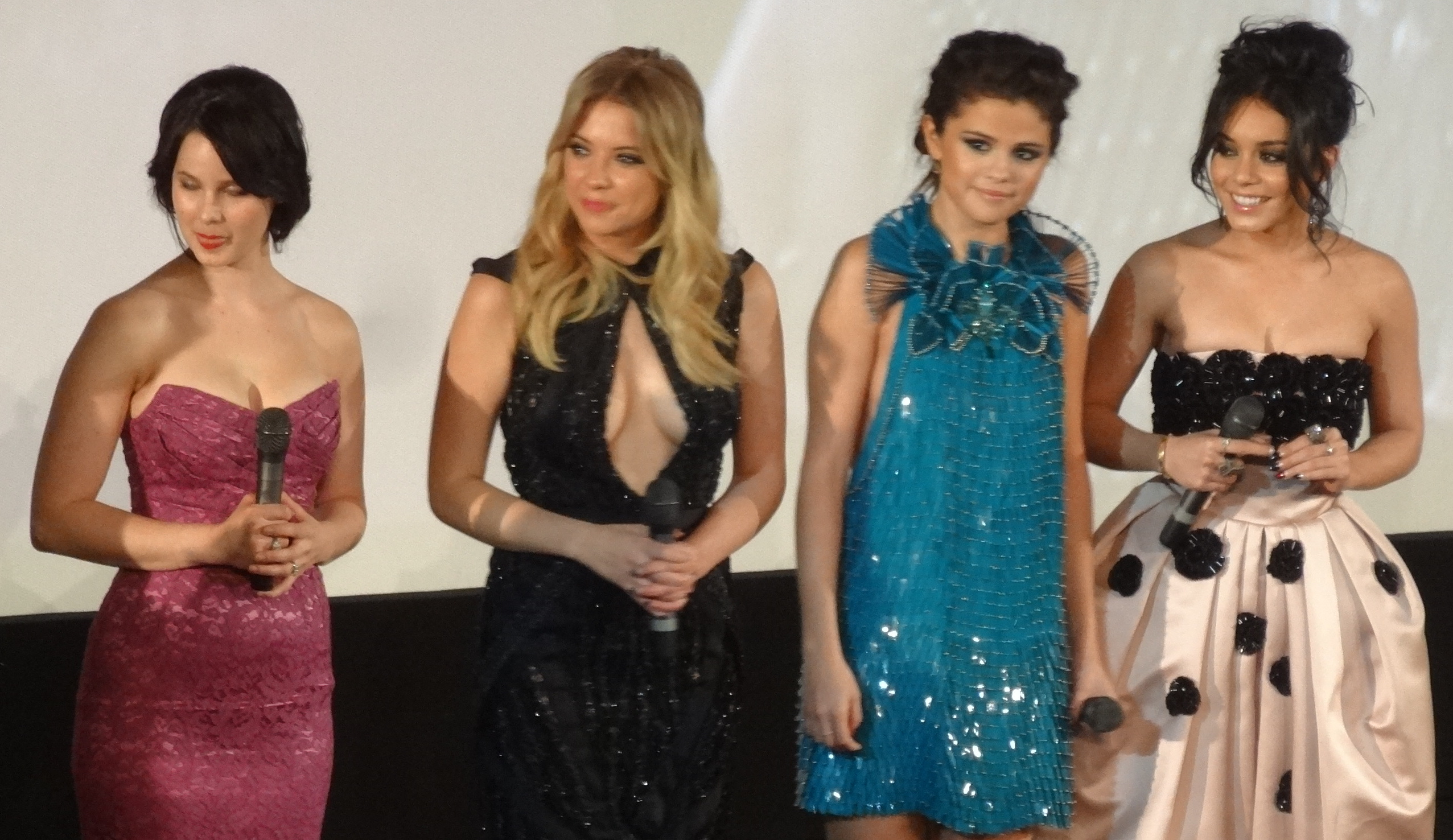
Ein Teil der Hauptbesetzung bei der Premiere des Films in Paris im Februar 2013 (v. l. n. r.: Korine, Benson, Gomez und Hudgens)

Spring Breakers ist ein US-amerikanischer Spielfilm aus dem Jahr 2012. Regie führte Harmony Korine, die Hauptrollen spielen Selena Gomez, Vanessa Hudgens, Ashley Benson und Rachel Korine. Die Uraufführung des Films fand bei den 69. Internationalen Filmfestspielen von Venedig am 5. September 2012 statt.

## Handlung
Faith, Candy, Brit und Cotty sind beste Freundinnen seit der Grundschule. Sie gehen aufs College und wohnen in demselben Studentenwohnheim.
Während des Spring Breaks wollen die vier nach Florida reisen, um dort ihre Ferien zu verbringen. Da sie jedoch nicht genügend Geld zusammengespart haben, rauben sie ein Diner in ihrer College-Stadt aus. Faith nimmt jedoch daran nicht teil und erfährt auch erst später, woher das Geld stammt. Im Laufe des Spring Breaks werden sie wegen Drogenkonsums festgenommen. Da sie bereits ihre gesamte Reisekasse für Alkohol, Drogen und Partys ausgegeben haben, können sie die gerichtlich festgesetzte Kaution nicht bezahlen. Diese wird schließlich von dem Kriminellen Alien gestellt, der sie im Gerichtssaal beobachtet hat. Er bringt sie in sein Milieu und bietet ihnen ein Zuhause an. Faith fühlt sich in dem Umfeld nicht wohl und beschließt heimzufahren. Cotty geht als nächste, nachdem sie von einem Mitglied einer rivalisierenden Straßengang am Arm angeschossen worden ist. Nur Brit und Candy bleiben und folgen Alien in den Bandenkrieg um das Drogenrevier gegen dessen ehemaligen besten Freund Archie. Zu dritt stürmen sie in Archies Anwesen und erschießen ihn und seine Gefolgsleute. Dabei kommt Alien um. Das Filmende zeigt die beiden Mädchen mit unbestimmtem Ziel unterwegs in Archies Lamborghini und wie sie zuvor Alien noch einmal küssen.

## Produktion
Ursprünglich waren für die Besetzung der Hauptrollen Vanessa Hudgens, Selena Gomez, Rachel Korine (Harmonys Frau) und Emma Roberts vorgesehen. Roberts verließ die Produktion zu Beginn des Jahres 2012 aufgrund von „kreativen Differenzen“, welche nicht gelöst werden konnten. Ihre Rolle wurde von Ashley Benson übernommen.
Die Dreharbeiten fanden im März und April des Jahres 2012 in und um St. Petersburg im US-Bundesstaat Florida statt.

## Veröffentlichung
Bei den Internationalen Filmfestspielen von Cannes wurde eine dreiminütige Vorschau des Films gezeigt.
Am 5. September 2012 wurde Spring Breakers bei den Internationalen Filmfestspielen von Venedig uraufgeführt, wo der Film im Wettbewerb um den Goldenen Löwen konkurrierte. Der Kinostart in den Vereinigten Staaten erfolgte am 15. März 2013. Rund einen Monat nach der Deutschlandpremiere am 19. Februar 2013 im CineStar Sony Center in Berlin lief der Film am 21. März in den deutschen Kinos an. Nachdem der Film erst eine Altersfreigabe ab 18 zum Kinostart erhalten hatte, ging der deutsche Rechteinhaber Wild Bunch Germany dagegen vor und erwirkte nach einer weiteren Prüfung die Freigabe ab 16 Jahren, indem vor dem Abspann eine Texttafel hinzugefügt wurde, dass Candy und Brit geschnappt und vor ein Gericht gestellt wurden.

## Synchronisation
Die deutsche Synchronisation erfolgte durch die Berliner Firma Scalamedia mit Dialogbuch und -regie von Björn Schalla.
| Rolle          | Schauspieler    | Synchronsprecher     |
| -------------- | --------------- | -------------------- |
| Alien          | James Franco    | Marcel Collé         |
| Faith          | Selena Gomez    | Gabrielle Pietermann |
| Candy          | Vanessa Hudgens | Julia Kaufmann       |
| Brit           | Ashley Benson   | Nicole Hannak        |
| Cotty          | Rachel Korine   | Esra Vural           |
| Archie         | Gucci Mane      | Jan-David Rönfeldt   |
| Archies Helfer | Jeph Cangé      | Bastian Sierich      |
| Richter        | John McClain    | Frank Ciazynski      |
| Jugend-Pastor  | Jeff Jarrett    | Olaf Reichmann       |

## Rezeption

### Kritiken
„Ein voyeuristisch-vulgäres, aber furios inszeniertes Drama, zugleich exploitativ-hedonistisches Manifest und ambitionierte Medienkritik, dessen forcierte Amoralität so sehr vor den Kopf stößt wie sie nachhaltig irritiert.“

„Natürlich kann man so ganz nie schlau werden aus Spring Breakers, und feine Ironie-Sensoren schlagen möglicherweise dort zu häufig aus, wo ein anderes Publikum sich ungefiltert wiederzufinden glauben wird. Ein gewisses Mainstream-Kalkül scheint sich da durchaus Bahn zu brechen, auch weil der Film bei all den wohlgeformten nackten Brüsten letztlich doch auch extrem prüde ist, wenn es etwa darum geht, unter die Gürtellinie zu blicken.“

„Spring Breakers hat die dringliche und unmittelbare Qualität eines intensiv erlebten (Alp-)Traums: wenn die Sinne roh und empfindlich sind und alle Eindrücke ungefiltert in archaische Hirnregionen funken, sich auflösen in einzelne Farben, Töne, Gefühle. Ganze Szenen werden geloopt, wiederholen sich, verschoben und verdichtet, als würde man direkt eintauchen in die Tiefenschichten des Teeniebopper-Unbewussten.“

„Spring Breakers ist kein Genrefilm. Der abgedrehte Streifen existiert in seiner eigenen Welt und wird das Kinopublikum spalten, wie kein anderer in diesem Kinojahr. Die Kombination aus Popkultur und unabhängigem Filmemachen ist eine überaus gelungene Mixtur, die eine selbstvergessene, bizarre Schönheit in der Dunkelheit der Filmidee findet. Höhepunkt sind hierbei die Hauptdarsteller und der elektrisierende Soundtrack!“

„Waren die Filme von Harmony Korine bislang eher sperrig, erweist sich Spring Breakers als sehr eingängiger Ästhetik-Rausch, der mit der passenden Musik, seinem 'Neon-Chic' und der doppelbödigen, brüchigen Erzählweise ein gutes Stück Zeitgeist transportiert. So ist der spielerische Low-Budget-Remix aus Thriller, Satire und halb ernster, halb überzeichneter Coming-of-Age-Dramatik ein wahrer Tummelplatz der Popkultur, an dem sich Hip Hop und Elektro, die Videospielgangster aus Grand Theft Auto, Britney Spears und Scarface die Klinke in die Hand geben: ‘Just pretend it's a video game. Like you’re in a fucking movie’, lautet eine bezeichnende Aussage des Films, die gleichzeitig auch dessen Lesart vorgibt.“

„Der Sex-und-Drogen-Partyfilm „Spring Breakers“ von Harmony Korine lässt unter dem rauhen Panzer seiner Bereitschaft zu entfesseltem Radau ein kompliziertes, krankes, heißes Herz schlagen, das von seltsamen Freiheiten träumt.“

„Es gibt exzessive, ausgelassene, teilweise überdrehte Filme wie zum Beispiel „Spring Breakers“.“

### Erfolg
Bei Produktionskosten von 5 Millionen US-Dollar spielte der Film bis zum 30. März 2013 etwa 11,1 Millionen US-Dollar ein.
Am Startwochenende sahen den Film 45.064 Zuschauer in den deutschen Kinos. Er belegte damit den 15. Platz.
2016 belegte Spring Breakers bei einer Umfrage der BBC zu den 100 bedeutendsten Filmen des 21. Jahrhunderts den 74. Platz.

## Geplante Fortsetzung
Im Mai 2014 wurde eine Fortsetzung unter dem Titel Spring Breakers: The Second Coming angekündigt, allerdings ohne Regisseur und Drehbuchautor Harmony Korine und die fünf Hauptdarsteller des ersten Teils. Die Fortsetzung nach einem Drehbuch von Irvine Welsh wird von Regisseur Jonas Åkerlund inszeniert. Im März 2017 wurde zudem bekannt, dass auch eine Adaption von Spring Breakers als Webserie in Planung ist.